# Leadership situationnel

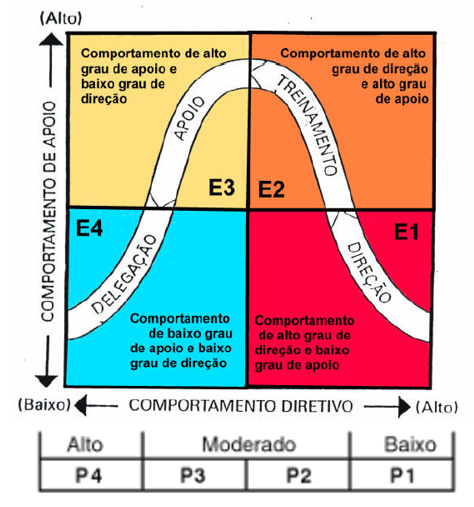
Schema du leadership situationnel

Le leadership situationnel est un management de proximité dont les styles s'adaptent aux situations psychosociologiques.
Il a été inventé et développé par Paul Hersey et Kenneth Blanchard, qui en ont fait une marque déposée : Situational Leadership.  Aussi, les ouvrages français traitant du même sujet s'appellent « management » situationnel, marque déposée. La matrice ayant aussi été déposée, il a fallu inventer un nouveau schéma. 
Commercialisé un temps en France par CSP, Paris
Commercialisé aujourd'hui par le Center for Leadership Studies, Inc.